# Chorągiew Dolnośląska ZHP

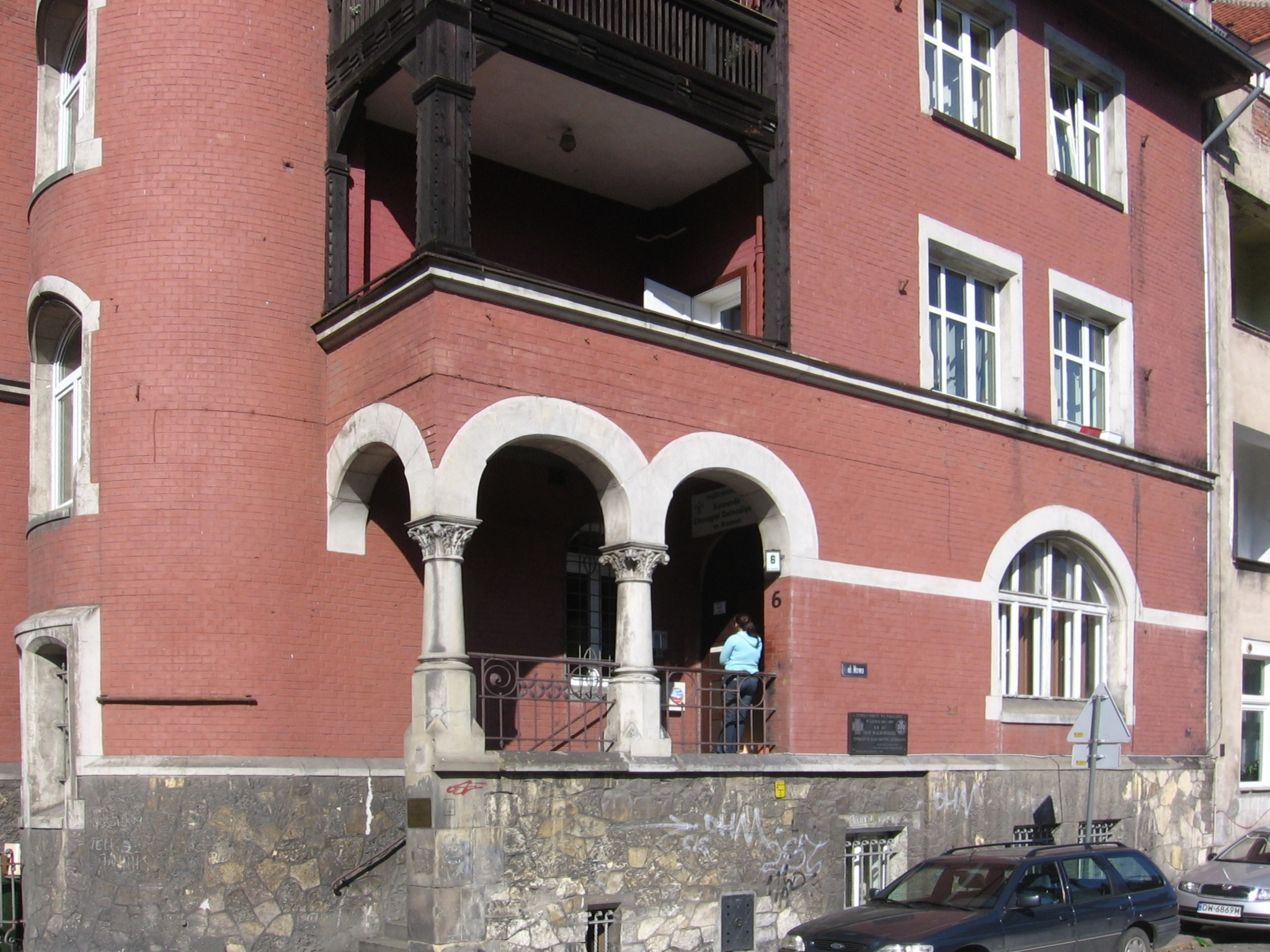
siedziba Chorągwi

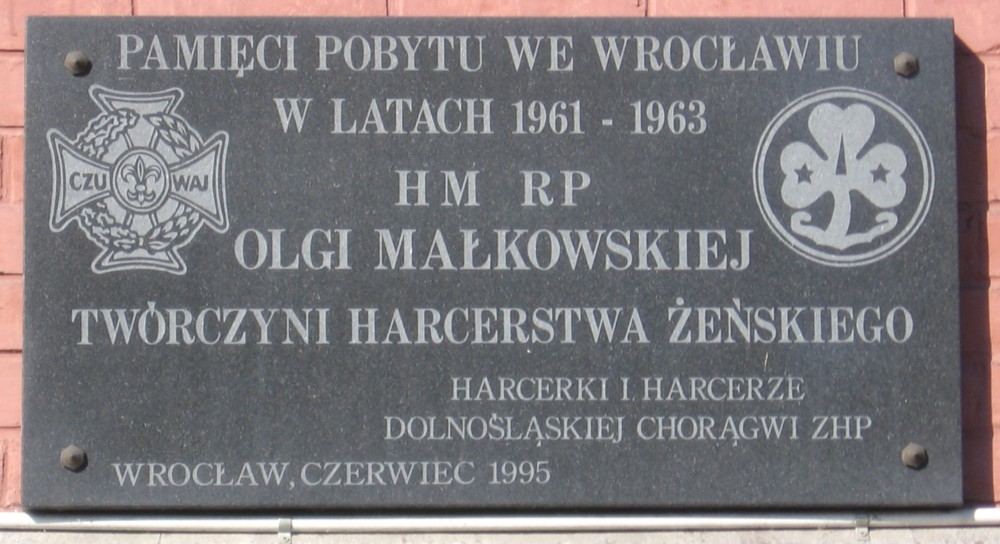
tablica pamiątkowa na ścianie budynku, poświęcona Oldze Małkowskiej

Chorągiew Dolnośląska ZHP im. hm. Stefana Mirowskiego – jednostka terenowa Związku Harcerstwa Polskiego.
Działa na terenie województwa dolnośląskiego. Siedzibą władz Chorągwi jest Wrocław.
Bohaterem Chorągwi jest hm. Stefan Mirowski – organizator i komendant „Zawiszy” w Szarych Szeregach, Przewodniczący ZHP w latach 1990–1996.

## Historia

### Działalność po II wojnie światowej
- lipiec 1945 – w Jeleniej Górze instruktorzy z Krakowa i Kielc wydają odezwę, wzywającą harcerzy i harcerki do rejestrowania się. Dla swoich potrzeb ZHP otrzymuje do spółki z Ligą Morską budynek przy dawnej ulicy Długiej.
- 29 lipca 1945 – na terenie wrocławskiej gazowni rozbija się pierwszy obóz harcerski, prowadzony przez HO Juliana Gątarskiego z 14. Krakowskiej Drużyny Harcerzy „Brązowej Czternastki”, im x biskupa dr. Władysława Bandurskiego.
- 11 sierpnia 1945 – w zarządzie Miejskim we Wrocławiu odbywa się spotkanie instruktorów harcerskich. Podczas niego zostaje powołany do życia Komitet Organizacyjny Harcerstwa.
- wrzesień 1945 – we Wrocławiu powstały 4 drużyny harcerzy. Nosiły one imiona: Bolesława Chrobrego, Władysława Jagiełły, Zawiszy Czarnego i Władysława Łokietka. W tym samym miesiącu powstaje wrocławski hufiec harcerzy. Na jego czele staje Edward Emilski.
- 2 października 1945 – Rozkazem Naczelniczki Harcerek zostaje powołana Komenda Dolnośląskiej Chorągwi Harcerek. Na jej czele staje Weronika Moździerzówna.
- 25 października 1945 – Naczelnik Harcerzy podczas pobytu na Dolnym Śląsku podejmuje decyzję o utworzeniu Chorągwi Harcerzy Dolnego Śląska. Pełniącym obowiązki komendanta zostaje Kazimierz Sobolewski. Siedziba komendy znajduje się w Jeleniej Górze.
- 5 listopada 1945 – zostają utworzone hufce harcerzy w Dzierżoniowie, Głogowie (z siedzibą w Sławie Śląskiej), Jeleniej Górze, Kamiennej Górze, Kłodzku, Legnicy, Lubaniu Śląskim, Lwówku Śląskim i Ząbkowicach Śląskich.
- 15 listopada 1945 – Utworzono hufce harcerzy w Brzegu, Świdnicy i Wałbrzychu.
- 10 lutego 1946 – Utworzono stanowisko zastępcy komendanta Dolnośląskiej Chorągwi Harcerzy. Jego siedzibą był Wrocław, a do jego zadań należały: współpraca z władzami wojewódzkimi i wojewódzkimi zarządami innych organizacji młodzieżowych. 10 lutego powołany został hufiec w Górze Śląskiej.
- Lato 1946 – Zorganizowano 36 obozów harcerskich w tym 1 kurs drużynowych, 9 kursów zastępowych, 1 obóz roboczy, 16 obozów stałych, 6 obozów wędrownych, 2 kolonie zuchowe. W akcji letniej wzięło udział 1680 harcerzy.
- 10 września 1946 – Utworzono hufce harcerzy: Jelenia Góra II, [Wrocław] II, Wrocław III, Wrocław IV i Żary.
- 22 października 1946 – Utworzono hufce harcerzy w Szprotawie, Środzie Śląskiej, Trzebnicy i Żaganiu.
- październik 1946 – Siedzibę Komendy Chorągwi Harcerzy przeniesiono do Wrocławia.
- listopad 1946 – Powstaje hufiec harcerzy w Wołowie, a miesiąc później w Zgorzelcu.
- 1947 – W chorągwi harcerzy działa 5917 druhów, a w chorągwi harcerek 4361 druhen.
- 10 maja 1947 – Powstaje hufiec harcerzy w Strzelinie.
- październik 1947 – Powstaje hufiec harcerzy Wrocław-powiat.
- 2 listopada 1947 – Łączą się miejskie i powiatowe hufce męskie w Jeleniej Górze, Wałbrzychu i Legnicy.
- 2 lutego 1948 – Reorganizacja hufców męskich we Wrocławiu.
- 1 kwietnia 1948 – Powstaje hufiec harcerzy w Złotoryi.
- Grudzień 1948 – Połączenie komend chorągwi harcerek i harcerzy. Powstaje Komenda Dolnośląskiej Chorągwi Harcerskiej. Na jej czele staje Ludwik Szopa, a zastępcami zostają Wanda Tomaszewska i Bogusław Lemke.
- Styczeń 1949 – Łączenie się komend hufców męskich i żeńskich.
- 1 marca 1949 – Powstaje hufiec Bystrzyca Kłodzka.
- 31 marca 1949 – Harcerze z Wrocławia goszczą u siebie czterdziestojednoosobową grupę młodzieży polskiej z Francji, Belgii, Holandii, Czechosłowacji, Westfalii, Austrii i Węgier.
- 1 kwietnia 1949 – Powstają hufce ZHP: Lubin, Namysłów, Syców, Oława, Bolesławiec. W maju 1949 we Wrocławiu działa już 8 hufców harcerskich.
- 3 czerwca 1950 – Wielka manifestacja harcerzy na wrocławskim placu Grunwaldzkim, zakończona uroczystym ogniskiem na placu Młodzieżowym.
- 4 czerwca 1950 – Otwarcie „Miasteczka Harcerskiego” zorganizowanego na terenie Wystawy Ziem Odzyskanych.
- lipiec 1950 – harcerze z Bolesławca wpłacili kwotę 20 593 zł na rzecz poszkodowanych w wojnie koreańskiej.
- 12 września 1950 – W przygranicznym spotkaniu młodzieży Polski, Czechosłowacji i NRD bierze udział polska delegacja – 95 harcerzy i 5 instruktorów.
- Styczeń 1951 – Na Dolnym Śląsku kończy się włączanie ZHP do Związku Młodzieży Polskiej.

### Okres stalinowski
- grudzień 1952 – w Cieplicach Śląskich Zdroju swoją działalność rozpoczyna Centralny Ośrodek Harcerski.
- 22 września 1956 – powstaje Komenda Wojewódzka Organizacji Harcerskiej Polski Ludowej (OHPL).

### Odwilż
- 5 grudnia 1956 – rozpoczyna się tworzenia wydziałów zuchowych w komendach powiatowych OHPL.
- 10 lutego 1957 – w Cieplicach Zdrój rozpoczyna działalność Centralna Szkoła Instruktorów Zuchowych.
- 5 maja 1957 – w ramach Dnia Wrocławia obchodzony jest Dzień Harcerza.
- 28 maja 1958 – rozpoczyna się Wielki Spis Harcerski. W jego wyniku ustalono, że Chorągiew Dolnośląska liczy 37 859 członków (w tym 4022 zuchów) i 1272 instruktorów. Działa 979 drużyn 137 gromad zuchowych.
- maj 1958 – powstaje Wojewódzka Rada Przyjaciół Harcerstwa. Na jej czele staje Bronisław Ostapczuk, przewodniczący Prezydium Wojewódzkiej Rady Narodowej.
- 23 stycznia 1959 – „Słowo Polskie” informuje, że 9. Harcerska Drużyna Lotnicza im. Dywizjonu 3030 otrzymała w darze samolot CSS-13.
- 19-25 czerwca 1959 – we Wrocławiu odbywa się I Zlot Harcerstwa Chorągwi Dolnośląskiej. Uczestniczy w nim prawie 8500 harcerzy. 21 czerwca chorągiew otrzymuje sztandar.
- wrzesień 1959 – powstają Harcerski Ośrodek Lotniczy i Harcerski Ośrodek Motorowy.
- luty 1960 – harcerskie zawody saneczkowe chorągwi w Karpaczu.
- 7 kwietnia 1962 – swoją działalność rozpoczyna Chorągwiany Ośrodek Szkoleniowy im. Ignacego Fika w Sobótce. Pierwszy kurs – podharcmistrzowski prowadziła druhna Ewa Zając. Pierwszym komendantem ośrodka zostaje Marian Pękalski.
- 15 kwietnia 1962 – Spis Harcerski odnotowuje 59 715 i 2584 instruktorów działających w Chorągwi Dolnośląskiej.
- 1 czerwca 1963 – Dzięki staraniom Komendy Chorągwi Dolnośląskiej na lotnisku wrocławskiego aeroklubu odbywa się impreza modelarska „Święto latawca”. Uczestniczy w niej kilkuset modelarzy.
- 9 maja 1965 – w czasie Ogólnopolskiego Zlotu ZHP we Wrocławiu Chorągiew Dolnośląska otrzymuje imię 2 Armii Wojska Polskiego.
- lipiec 1965 – Hufiec Strzelin organizuje jako pierwszy w chorągwi obóz dla dzieci pracowników Państwowych Gospodarstw Rolnych.
- 16 sierpnia 1966 – po raz pierwszy odbywa się akcja „Srebrna Góra” przeznaczona dla młodzieży starszej. Jej celem było zainteresowania władz i społeczeństwa tym górskim miasteczkiem, upowszechnianie aktywizacji małych miast, pracę harcerzy na rzecz środowiska, rozwój turystyki.
- sierpień 1966 – harcerze z Hufca ZHP Wrocław-Fabryczna pod opieką hm. Ireny Płaczkowsej obozują na Węgrzech.
- lipiec 1967 – „Lato brązowych sznurów”. Liczne szkolenia funkcyjnych.
- 13 czerwca 1968 – w powiecie zgorzeleckim rozpoczyna działalność pierwsza drużyna Harcerskiej Służby Granicznej.
- 15 grudnia 1968 – wedle spisu harcerskiego chorągiew liczy 131 546 harcerzy i 4994 instruktorów.
- 18 listopada 1969 – przy hufcu Wrocław-Krzyki rozpoczyna działalność Harcerski Uniwersytet Społeczny. Można było tam pogłębić swoją wiedzę z psychologii, pedagogiki, kultury, zagadnień społeczno-politycznych, sztuki i historii ruchu młodzieżowego.
- lipiec 1973 – Chorągiew Dolnośląska rozpoczęła realizację zdań w ramach Operacji Bieszczady 40, której celem była budowa stanicy i stacji obsługi samochodów w Czarnej.
- 8-11 maja 1975 – I Zlot Drużyn Wodnych Chorągwi połączony z defiladą jednostek żeglarskich na Odrze. W zlocie uczestniczyło 500 harcerzy.
- 1 czerwca 1975 – w związku z nowym podziałem administracyjnym kraju na terenie działania Chorągwi Dolnośląskiej powstają cztery chorągwie: Jeleniogórska im. Osadników Wojskowych, Legnica im. Przodowników Pracy Zagłębia Miedziowego, Wałbrzyska im. Związku Walki Młodych i Wrocławska im. II Armii Wojska Polskiego. Część hufców trafiła również do sąsiednich chorągwi.
- lipiec-sierpień 1975 – w HAL wzięło udział 41 883 harcerzy i harcerek (ok. 18% członków chorągwi). W Nieobozowej Akcji Letniej (NAL) uczestniczyło 59 890 osób.
- 4 września 1975 – Ostatnie posiedzenia Rady Dolnośląskiej Chorągwi ZHP.

### Chorągiew Dolnośląska współcześnie
- 17 grudnia 1991 – Naczelnik ZHP podejmuje decyzję zmieniającą harcerską mapę Polski. Z chorągwi: jeleniogórskiej, wałbrzyskiej, legnickiej i wrocławskiej – tworzy jedną: Dolnośląską. Na jej czele staje pełnomocnik naczelnika ZHP ds. organizacji Chorągwi, pełniący obowiązki komendanta chorągwi harcmistrz Dariusz Ostrowski.
- 21 stycznia 1992 – ukazuje się pierwszy rozkaz pełniącego obowiązki komendanta chorągwi.
- 28 marca 1992 – Zjazd Chorągwi ZHP Dolnego Śląska wybiera pierwszego od ponad dwudziestu lat komendanta chorągwi. Zostaje nim hm. Dariusz Ostrowski.
- 22-24 maja 1992 – Pierwsze spotkanie komendantek i komendantów hufców Chorągwi Dolnośląskiej.
- 5-7 czerwca 1992 – w Kątach Wrocławskich odbywa się Chorągwiany Festiwal Piosenki.
- 19 grudnia 1992 – w Karpaczu odbywa się zabawa choinkowa dla dzieci z terenu byłej Jugosławii zorganizowana przez ZHP.
- 19 czerwca 1993 – 3200 harcerek i harcerzy ze wszystkich hufców chorągwi staje na uroczystym apelu z okazji Zlotu Chorągwi. Z okazji Święta Chorągwi jej komendant ustanawia Honorową Odznakę Chorągwi Dolnośląskiej ZHP, przyznawanej raz do roku osobom o szczególnych zasługach oraz harcerskim sercu.
- 7-8 maja 1994 – na terenie byłego obozu koncentracyjnego Groß-Rosen (Rogoźnica) odbywa się Ogólnopolski Zlot Drużyn Harcerskich, związany z 50. rocznicą męczeńskiej śmierci pierwszego Naczelnika Szarych Szeregów – hm. Floriana Marciniaka.
- 1-4 czerwca 1995 – we Wrocławiu odbywa się zlot 50-lecia harcerstwa na Dolnym Śląsku. W ramach jego odbył się m.in. festyn sportowo-rekreacyjny: „Harcerze-Dzieciom”, seminarium historyczne „50 lat dolnośląskiego harcerstwa”. Zlot zakończył uroczysty apel w niedzielne południe i przemarsz jednostek harcerskich.
- 9 grudnia 1995 – II Zjazd Dolnośląskiej Chorągwi ZHP wybiera nowe władze. Komendantem zostaje ponownie hm. Dariusz Ostrowski.
- 1 czerwca 1996 – III Zlot Chorągwi Dolnośląskiej w Głogowie. Pod hasłem „Woda jest życiem” bawiło się ok. 2 tysięcy zuchów, harcerzy i instruktorów.
- 28 maja – 1 czerwca 1996 – z okazji 46. Międzynarodowego Kongresu Eucharystycznego odbywa się we Wrocławiu Zlot Harcerstwa, uczestniczą w nim przedstawiciele ZHP, ZHR i Polskiej Organizacji Harcerskiej i Stowarzyszenia Katolickiego „Zawisza”.
- 22 lutego 1998 – we wrocławskim Kościele Garnizonowym pw. św. Elżbiety poświęcono i przekazano dolnośląskim harcerzom kaplicę św. Jerzego. Poświęcenia dokonał ksiądz kardynał Henryk Gulbinowicz.
- 6 czerwca 1998 – podczas podsumowania „Gry w zielone” I miejsce w kategorii hufce i związki drużyn otrzymał hufiec Milicz.
- 29 maja 1999 – 2400 zuchów, harcerzy i instruktorów bierz udział w zlocie chorągwi, zorganizowanym we Wrocławiu.
- 1999 – przedstawiciele Chorągwi Dolnośląskiej uczestniczą w kursie GOLD (pierwsza część w CSI, druga w angielskich gościnnych ośrodkach Guidingu). 6 instruktorek i jeden instruktor mogli przyjrzeć się dokładnie zasadom działania, metodom dydaktycznym i wychowawczym angielskiego skautingu.
- 15 stycznia 2000 – III Zjazd Chorągwi Dolnośląskiej ZHP powierza funkcję komendantki hm. Aldonie Wiktorskiej-Święckiej.
- sierpień 2000 – Harcerze z dolnośląskich hufców ZHP uczestniczyli w Światowym Zlocie Harcerstwa Polskiego w Gnieźnie.
- 9 czerwca 2001 – Komendanta Chorągwi hm. Aldona Wiktorska-Święcka odebrała DOLNOŚLĄSKI KLUCZ SUKCESU za rok 2001 dla najlepszej organizacji pozarządowej na Dolnym Śląsku.
- 31 lipca – 11 sierpnia 2002 – 49 harcerek, harcerzy i instruktorów z Chorągwi Dolnośląskiej uczestniczy ze zlocie DPSG W Bruchsal, z okazji 75. rocznicy powstania tej organizacji skautowej.
- 22 lutego 2003 – odbyła się inauguracja Kampanii Bohater Chorągwi Dolnośląskiej ZHP.
- 10 maja 2003 – 1 4111 zuchów, harcerzy i instruktorów chorągwi wzięło udział we wrocławskim Święcie Flag, podczas którego harcerze namawiali wrocławian do głosowania podczas referendum, za wstąpieniem Polski do Unii Europejskiej.
- 28 lutego 2004 – IV Zjazd Chorągwi Dolnośląskiej powierza funkcję komendanta chorągwi – harcmistrzyni Barbarze Matuszewskiej.
- 4-6 czerwca 2004 – w Rogoźnicy odbywa się Zlot Chorągwi Dolnośląskiej. Jego zwieńczeniem jest nadanie chorągwi sztandaru i imienia hm. Stefana Mirowskiego.

#### Chorągiew Dolnośląska ZHP w latach 2000–2005

##### Komenda Chorągwi
III Zjazd Chorągwi Dolnośląskiej ZHP wybrał 15 stycznia 2000 roku nową komendantkę chorągwi. Funkcję tę powierzono hm. Aldonie Wiktorskiej-Święckiej. W skład komendy weszli także: hm. Barbara Matuszewska jako zastępczyni ds. organizacyjnych, phm. Wojciech Olszewski jako zastępca, hm. Dariusz Ostrowski – dotychczasowy komendant od reaktywacji Chorągwi Dolnośląskiej ZHP w 1992 roku, hm. Piotr Pamuła, hm. Alina Żwirblińska i hm. Bogusław Żyborski.
10 maja 2000 r. nadzwyczajny Zjazd Chorągwi uzupełnił skład komendy o hm. Jacka Książka, hm. Dariusza Sawickiego i phm. Roberta Swerczyka. 31 lipca 2000 przyjęto rezygnację hm. Dariusza Sawickiego z funkcji członka komendy i zastępcy komendanta. Tę funkcję przejęła hm. Alina Żwirblińska. 21 stycznia 2001 Komenda Chorągwi Dolnośląskiej ZHP podjęła decyzję o powierzeniu hm. Barbarze Matuszewskiej funkcji skarbnika chorągwi. Cztery dni po Dniu Myśli Braterskiej 2001 (26 lutego) przyjęto rezygnację phm. Wojciecha Olszewskiego – dotychczasowego zastępcy komendantki, a niecały miesiąc później na jego miejsce dokooptowano instruktorkę z Wałbrzycha – hm. Marlenę Wolf. 22 kwietnia 2002 r. funkcji zastępczyni komendantki chorągwi ds. programowych zrzekła się hm. Alina Żwirblińska. Funkcję tę powierzono instruktorce Hufca Oława – hm. Annie Kirkiewicz. Druhnę Anię dokooptowano także do składy komendy chorągwi. Ostatnia zmiana personalna odbyła się 14 stycznia 2003 r. Tego dnia komenda odwołała ze swojego składu phm. Roberta Swerczyka.
28 lutego 2004 r. odbył się IV Zjazd Chorągwi Dolnośląskiej. Powierzył on funkcję komendantki hm. Barbarze Matuszewskiej. W skład komendy weszli także: hm. Anna Kirkiewicz – jako zastępca ds. programowych, hm. Adam Gacek – zastępca ds. organizacyjnych, hm. Sławomir Waś – skarbnik Chorągwi, a także jako członkowie komendy: hm. Krzysztof Kołodziejczyk – komendant Hufca Wrocław-Stare Miasto, hm. Marian Łata – komendant Hufca Jelenia Góra, hm. Roman Bryza, hm. Marlena Wolf i hm. Piotr Pamuła – komendant świdnickiego Hufca ZHP. Do końca roku 2005 komenda pracowała w niezmienionym składzie.
XXXIII Zjazd ZHP, który odbył się od 1 do 4 grudnia w Warszawie, dokonał decyzji o skróceniu trwającej od 2004 r. kadencji władz chorągwi. Zobowiązał wszystkie chorągwie do przeprowadzenia Zjazdu Chorągwi w 2006 roku, na którym zostaną wybrane nowe władze – komendant z komendą, rada chorągwi – której dotychczas nie było, a także istniejące sąd harcerski i chorągwiana komisja rewizyjna. Zjazd narzucił także na wybranego w 2006 r. komendanta obowiązek wprowadzenia osobowości prawnej chorągwi. Podczas zjazdu wiceprzewodniczącą ZHP została hm. Anna Kirkiewicz, pełniąca w chorągwi obowiązki zastępczyni komendanta ds. programowych.

##### Zespoły instruktorskie
Najmłodszym zespołem działającym w Chorągwi Dolnośląskiej ZHP jest zespół skarbnika, zajmujący się kwestiami ekonomicznymi chorągwi i wspieraniem hufców w działalności związanej z finansami i rachunkowością.
W chorągwi działają także zespoły programowe. Najaktywniejszym z nich jest zespół zuchowy, zajmujący się wspieraniem instruktorów pracującymi z najmłodszymi członkami ZHP – zuchami. Zespół opracował własny program dla gromad zuchowych „Zuch Maciuś I”, a grono jego instruktorek współtworzyło centralną propozycję programową „Barwy Przyszłości”. Do 2003 r. działalnością wspierająca instruktorów zuchowych zajmowała się Rada Instruktorów Zuchowych. Instruktorzy zespołu publikowali na łamach harcerskiej prasy, uczestniczą w zuchowych konferencjach, przygotowują propozycje programowe adresowane do zuchów podczas chorągwianych przedsięwzięć programowych, a także organizują imprezy dla instruktorów zuchowych z Dolnego Śląska – zimowe Instruktorów Zuchowych Spotkania z Druhną Nutką oraz Zuchowe Akademie Umiejętności. Drugim bardzo aktywnym zespołem jest zespół harcerski, działający od jesieni 2001. Jego zadaniem jest wspieranie instruktorów pracujących z harcerzami (członkami ZHP uczącymi się w klasach 4-6 szkół podstawowych), a także z racji nieistnienia zespołu starszoharcerskiego – drużynowych drużyn starszoharcerskich, w których działają uczniowie gimnazjów. Raz w roku podczas jesiennej edycji Biwaku Integracyjnego (stałej imprezy organizowanej wiosną i jesienią dla drużynowych harcerskich i starszoharcerskich) przyznawane są nagrody dla wyróżniających się drużynowych.
Od 2003 r. w chorągwi działa zespół wędrowniczy, zajmujący się wspieraniem instruktorów pracujących z młodzieżą w wieku 16–25 lat. Odbywają się Zloty Wędrowników, a na rok 2006 planowana jest na Dolnym Śląsku organizacja centralnej imprezy dla wędrowników o nazwie Wędrownicza Watra. Obsługą medialną i promocją działań Chorągwi Dolnośląskiej ZHP zajmuje się Zespół Promocji i Komunikacji na którego czele stoi pwd. Marta Zarzeczna. W zespole znajdują się także: pwd. Jakub Binkowski, pwd. Michał Strzelczyk, Magda Matuszewska, Mateusz Ciupryk. Do zadań zespołu należy także redagowanie chorągwianej strony internetowej – www.dolnoslaska.zhp.pl, facebooka – www.facebook.com, a także obsługa fotograficzna imprez i opracowanie materiałów promocyjnych. Dodatkowo organizacja warsztatów komunikacji i promocji „MOST”. Zespół Nieprzetartego Szlaku koordynuje działania drużyn NS (pracującymi z dziećmi i młodzieżą niepełnosprawną). Wspiera także instruktorów pracujących z niepełnosprawną młodzieżą, organizuje specjalny obóz dla drużyn NS podczas Harcerskiej Akcji Letniej. Do aktywnych należy także zespół zagraniczny, zajmujący się organizacją współpracy międzynarodowej ze skautami zagranicą. Dzięki działalności reprezentacja chorągwi uczestniczyła w 2002 r. w zlocie niemieckiej organizacji skautowej DPSG w Bruchsal. Chorągiew ma także swoją partnerską organizację skautową jest nią DPSG diecezji Freiburg. Dzięki współpracy niemieccy skauci mogli gości podczas Zlotu Chorągwi w Jeleniej Górze. Podczas apelu końcowego, 28 sierpnia 2005 r., wręczyli na znak przyjaźni i partnerstwa flagę swojej organizacji. W chorągwi działa także zespół specjalności, posiadający specjalistyczne referaty. W ramach jego działalności organizowane są manewry techniczno-obronne, rajdy, złazy łącznościowców, a także zawody wspinaczkowe. Zespół (działający do 2004 r. jako wydział) prowadzi współpracę z Wydziałem Zarządzania Kryzysowego Urzędu Wojewódzkiego.
Warto zawrócić uwagę także na komisję historyczną, której przez wiele lat przewodniczył hm. Adam Kiewicz – autor opracowań o harcerstwie. Od 2004 roku szefem zespołu jest hm. Krzysztof Kołodziejczyk. Do jego zadań należy opracowanie materiałów historycznych, dokumentujących harcerską działalność. Wydawane są także „Zeszyty Historyczne”, w których można poznać historię dolnośląskiego harcerstwa i związanych z nimi postaci. Z działalnością historyczną związana jest także Rada Programowa Muzeum Harcerstwa we Wrocławia. Rada została powołana rozkazem komendantki Chorągwi Dolnośląskiej ZHP z 23 października 2000. Jej zadaniem jest gromadzenie pamiątek harcerskich i ich ekspozycja. Kolekcja pamiątek znajduje się w Muzeum Miejskim Wrocławia. W latach 2000–2004 udało się zgromadzić około tysiąca eksponatów, z których część została opracowana. Są to fragmenty zbiorów lwowskiej Chorągwi ZHP, druhny Wandy Tomaszewskiej. W kolekcji są także unikatowe listy twórczyni harcerstwa żeńskiego – Olgi Małkowskiej. Kolekcję finansuje Urząd Miejski we Wrocławiu. 26 stycznia 2005 odbyło się spotkanie z prezydentem Wrocławia Rafałem Dutkiewiczem w celu ustalenia losów harcerskiej kolekcji. Prezydent Rafał Dutkiewicz zaproponował stworzenie w 2006 roku interaktywnej wystawy pamiątek harcerskich o roboczym tytule: „Całość i ciągłość”. Padła również propozycja sfinansowania prac doktorskich, w celu skatalogowania i opisania pamiątek wrocławskiego harcerstwa. Dzięki pamiątkom przekazanym przez rodzinę patrona Chorągwi Dolnośląskiej ZHP – hm. Stefana Mirowskiego – Muzeum zorganizowało wystawę o harcerskiej służbie druha Stefana, którą prezentowano m.in. podczas Zlotów Chorągwi Dolnośląskiej w 2004 w Rogoźnicy i 2005 r. w Jeleniej Górze, a także zimą 2005 r. w Kościele Garnizonowym we Wrocławiu. Przy chorągwi działa także Poczta Harcerska „Szaniec” oraz zespół pilota, zajmujący się działalnością wodniacką harcerzy. Działalność zespołu kształcenia zostanie omówiona w podrozdziale „Kształcenie instruktorów”.

##### Działalność programowo-metodyczna

###### Najważniejsze przedsięwzięcia programowe
Dla najmłodszych członków ZHP odbywają się zimową porą Wyprawy Polarne Zuchów do Jakuszyc. Podczas zlotów chorągwi dla każdej z harcerskich grup wiekowych przygotowuje się oddzielny program. Organizowany jest także Przegląd Twórczości Artystycznej Zuchów i Harcerzy Dolnego Śląska w Polkowicach, gdzie członkowie dolnośląskiego ZHP mogą zaprezentować swoje umiejętności muzyczne. Amatorzy wspinaczki mogą brać udział w chorągwianych zawodach wspinaczkowych, a miłośnicy strzelectwa – w strzeleckich. Harcerze wodniacy nie tylko z Dolnego Śląska, ale także z całej Polski, uczestniczą we wrześniowych regatach „O Wielką Błękitną Wstęgę Komendantki Chorągwi” organizowanych w Lubiatowie.
Największym cyklicznym centralnym przedsięwzięciem odbywającym się na Dolnym Śląsku jest Rajd Granica. Podczas tej trzydniowej imprezy harcerze z całej Polski wędrują po dolnośląskich Sudetach, wykonując różne zadania przygotowane na trasie ich wędrówek przez dolnośląskie Hufce ZHP. Patronat nad rajdem „Granica” obejmuje nie tylko Naczelnik ZHP, ale także Minister Obrony Narodowej, czy dowódcy Straży Granicznej, na terenie których odbywa się rajd.
Wartym uwagi przedsięwzięciem są zloty chorągwi. W latach 2000, 2001 i 2003 (jako Święto Flag – impreza promująca wstąpienie Polski do Unii Europejskiej) – jednodniowe, a w latach 2002 i od 2004 – trzy lub czterodniowe. Podczas zlotu oprócz poznawania okolicy, odbywają się specjalne zajęcia – w zależności od wieku członków ZHP. Od roku 2004 na zlotach ukazuje się czasopismo „Goniec Zlotowych”, informujące zlotowiczów o wydarzeniach na i wokół zlotu. Każdy ze zlotów kończy msza święta i apel. Od 2004 roku wręczane są podczas apeli Odznaki Chorągwiane „Harcerzem Być”. Uczestników zlotu chorągwi w 2005 r. odwiedził Jerzy Szmajdziński – ówczesny Minister Obrony Narodowej, który objął patronat nad zlotem odbywającym się na terenach jeleniogórskiej jednostki wojskowej. Od 25 do 28 sierpnia 2005, w tym samym czasie, kiedy uczestnicy zlotu chorągwi gościli w Jeleniej Górze, we Wrocławiu odbywał się XIV Ogólnopolski Złaz Seniorów i Starszyzny Harcerskiej. Przez 3 dni seniorzy harcerscy z całej Polski wspólnie śpiewali, poznawali uroki stolicy Dolnego Śląska, spotkali się z wojewodą Stanisławem Łopatowskim, a 28 sierpnia spotkali się z uczestnikami zlotu chorągwi w Jeleniej Górze na mszy św. i apelu, kończącym dwa przedsięwzięcia.
W kalendarz wrocławskich imprez na trwale wpisało się także przekazywanie Betlejemskiego Światła Pokoju władzom wojewódzkim, miejskim, sojusznikom dolnośląskiego harcerstwa, a także mieszkańcom Wrocławia. Przekazanie BŚP odbywa się ono już od wielu lat w Kościele Garnizonowym pw. św. Elżbiety, gdzie znajduje się harcerska kaplica. Podczas uroczystości odbywa się ekumeniczne nabożeństwo połączone ze śpiewaniem piosenek świątecznych i pastorałek, a także konkursami dla zuchów i harcerzy, odpalających płomień z Groty Narodzenia Pańskiego i wiozących go do swoich hufców i domów na całym Dolnym Śląsku. Harcerze dzielą się także z więźniami, pracownikami i pensjonariuszami domów opieki społecznej, domów dziecka i szpitali. Płomień z Betlejem przekazywany jest za pośrednictwem dolnośląskich harcerzy także skautom z Czech i Niemiec.
Niebywale jednym z najmocniejszych atutów Chorągwi Dolnośląskiej ZHP jest bardzo obszerna i rozbudowana oferta działań i przedsięwzięć skierowanych nie tylko do instruktorów ZHP, ale także do zuchów, harcerzy i wędrowników z dolnośląskich hufców ZHP.

###### Kampania Bohater
Rozkazem Naczelnika ZHP z 22 lutego 2002 roku Chorągiew Dolnośląska ZHP rozpoczęła zdobywanie imienia harcmistrza Stefana Mirowskiego. Kampania Bohater była kluczowym przedsięwzięciem w latach 2002–2004. Podczas niej zuchy, harcerze i instruktorzy poznawali nie tylko sylwetkę przewodniczącego ZHP – Stefana Mirowskiego, ale także pogłębiali wiedzę dotyczącą dziejów harcerstwa podczas II wojny światowej i Prawa i Przyrzeczenia Harcerskiego. W realizacji tych celów służył program Odznaki Chorągwianej „Harcerzem Być”.
W ramach Kampanii Bohater przygotowano prezentacje multimedialne, materiały do pracy w drużynach, prowadzono zajęcia, przygotowano film i wystawę o życiu Stefana Mirowskiego. Rodzina Mirowskich uczestniczyła w chorągwianych przedsięwzięciach programowych, częstokroć spotykając się z harcerzami i instruktorami ZHP, opowiadając im o tacie, dziadku Stefanie Mirowskim i jego harcerskim i poza harcerskim życiu. Nadanie Chorągwi imienia Stefana Mirowskiego odbyło się 6 czerwca 2004 i stanowiło zwieńczenie Zlotu Chorągwi Dolnośląskiej ZHP w Rogoźnicy. Podczas apelu chorągwi nadano sztandar ufundowany przez społeczność Dolnego Śląska, którego rodzicami chrzestnymi zostali Aleksandra i Krzysztof Mirowscy – wnuczka i syn Stefana Mirowskiego.
Realizacja Kampanii Bohater choć nie wpłynęła znacząco na poprawę wizerunku dolnośląskiego harcerstwa w społeczeństwie z całą pewnością pokazała siłę i moc harcerskiego działania, które niosło za sobą przesłanie – popularyzację myśli Stefana Mirowskiego. To działanie zaprocentowało. W 2005 roku Chorągiew Dolnośląska ZHP otrzymała honorową nagrodę im. Hm. Olgierda Fietkiewicza w kategorii historycznej edukacji harcerek i harcerzy za popularyzatorską pracę, przybliżającą harcerko i harcerzom historię harcerstwa oraz cenną programowo i wychowawczo kampanię ukazującą sylwetkę Druha hm. Stefana Mirowskiego.

###### Kształcenie instruktorów
Kształceniem instruktorów działających w Chorągwi Dolnośląskiej ZHP zajmuje się Chorągwiany Zespół Kształcenia, którego szefem jest harcmistrzyni Anna Kirkiewicz. Instruktorzy prowadzący szkolenia mają uprawnienia do szkolenia, którymi w ZHP są odznaki kadry kształcącej (najniższa brązowa, srebrna i wyższa). Zespół organizuje kształcenia dla kadry programowej hufców, a także włącza się w prowadzenie zajęć podczas imprez organizowanych przez inne zespoły programowe chorągwi – głównie zuchowy i harcerski. Dwa razy w roku organizowane są Chorągwiane Akcje Szkoleniowe – podczas wakacji i ferii zimowych, których celem jest przeszkolenie członków ZHP do pełnienia określonych funkcji. W ramach ChAS w latach 2000–2005 odbyły się szkolenia: drużynowych gromad zuchowych, drużynowych drużyn harcerskich i starszoharcerskich, drużynowych wędrowniczych (z uwzględnieniem metodyki starszoharcerskiej), kadry kształcącej, namiestników (osób odpowiedzialnych za pracę drużynowych z danego poziomu metodycznego w hufcu), kurs dla nauczycieli.
W roku 2001 zorganizowano warsztaty „Współpraca z samorządem i biznesem”, w kwietniu konferencję instruktorską „Wychowanie Regionalne”, a w październiku konferencję poświęconą działalności ZHP w środowisku wiejskim na Dolnym Śląsku. W październiku 2002 w Lubinie odbyła się chorągwiana Konferencja Metodyczna. Pod koniec listopada – szkolenie z zakresu współpracy polsko-niemieckiej (podobnie w 2003 i 2004 r.), a w grudniu: warsztaty kadry kształcącej w Chwałowicach i warsztaty z zarządzania kryzysowego we Wrocławiu (warsztaty o podobnej treści kształcenia odbyły się także od 12 do 14 marca 2004).
Od 24 do 25 maja 2003 debatowano o zmianach metodycznych w ZHP. W ramach roku im. Aleksandra Kamińskiego, jakim decyzją Sejmu RP był rok 2003, odbyła się 24 września we Wrocławiu konferencja instruktorska „Aleksander Kamiński – twórca metodyki zuchowej”, której gościem honorowym była pisarka, autorka cyklu publikacji dotyczących harcerskich bohaterów pt. „Wierna rzeka harcerstwa” – Barbara Wachowicz. Zespół przygotowuje we współpracy z Chorągwianą Komisją Stopni Instruktorskich warsztaty dla opiekunów prób i dla członków hufcowych Komisji Stopni Instruktorski oraz hufcowych zespołów kształcenia. Instruktorzy działający na terenie Dolnego Śląska mogą korzystać także z oferty Centralnej Szkoły Instruktorskiej.
Mnogość oferty szkoleniowej proponowanej przez zespół kształcenia nie przekłada się na liczbę uczestników. Niektóre akcje szkoleniowe, czy kursy nie odbywają się z powodu zbyt małej liczby zainteresowanych. Może się to wiązać zarówno z niedostatecznym poinformowaniem beneficjentów o możliwości szkolenia, a także z pauperyzacją społeczeństwa, którego członkami są także instruktorzy ZHP.

##### Współpraca z instytucjami i innymi organizacjami pozarządowymi

###### Współpraca z samorządami i innymi instytucjami wyższej użyteczności
Przedstawiciele chorągwi uczestniczą w większości ważnych dolnośląskich konferencji, czy forów m.in. Forum Gospodarczego i Politycznego w Krzyżowej, czy Forum dla Samorządu Terytorialnego. Za działania podjęte na rzecz budowy społeczeństwa obywatelskiego, m.in. we współpracy z samorządem terytorialnym w 2001 r. Chorągiew Dolnośląska otrzymała prestiżową nagrodę „Dolnośląski Klucz Sukcesu dla najlepszej organizacji pozarządowej”. Dwa lata później w uznaniu zasług w procesie budowania wspólnoty lokalnej Komenda Chorągwi otrzymała Nagrodę Prezydenta Miasta Wrocławia. Ważnym elementem współpracy z samorządami jest aktywna współpraca z Dolnośląską Radą Przyjaciół Harcerstwa.
Władze dolnośląskiego harcerstwa współpracują z szeregiem instytucji od Dolnośląskiego Urzędu Wojewódzkiego, poprzez Kuratorium Oświaty, Państwową Straż Pożarną, Wojewódzką Komendę Policji, Sejmikiem Wojewódzkim, Dolnośląskim Urzędem Marszałkowskim, po Dolnośląski Ośrodek Doskonalenia Nauczycieli i Państwową Inspekcję Pracy. Współpraca jest trójwymiarowa. Dotyczy szeroko rozumianego lobbing na rzecz harcerstwa, składania wniosków na działalność statutową, czyli kursy, szkolenia, czy wypoczynek letni. W przypadku Kuratorium Oświaty i DODN dotyczy także wspierania nauczycieli będących członkami ZHP. Ważnym punktem jest udział w pracach komisji rolnictwa przy Państwowej Inspekcji Pracy, czy w Dolnośląskiej Radzie ds. Bezpieczeństwa Dzieci i Młodzieży przy Kuratorium Oświaty.
Zadaniem Chorągwi jest rzecznictwo nie tylko na rzecz najmłodszych członków ZHP (zuchów, harcerzy), ale wszystkich dzieci i młodzieży. Komendantka Chorągwi uczestniczy także w pracach komitetu sterującego, opiniującego wnioski unijne z terenu Dolnego Śląska.
Jedną z najaktywniej współpracujących jednostek z dolnośląskim ZHP jest Straż Graniczna. Pod patronatem Komendanta Głównego Straży Granicznej rokrocznie odbywa się ogólnopolski Rajd „Granica”. Podczas tej trzydniowej imprezy harcerze wędrujący po dolnośląskich górach nieodpłatnie nocują, korzystają ze sprzętu i środków transportu Łużyckiego Oddziału Straży Granicznej. Z łużyckimi pogranicznikami chorągiew podpisała porozumienie o współpracy. Polega ono na umożliwieniu harcerzom odbywania zimowisk i biwaków na strażnicach pograniczników. W zamian harcerze poznają zadania, z jakimi zmagają się funkcjonariusze Straży Granicznej. Gdy rajd odbywa się w południowych Sudetach – wtedy wsparcia udzielił także Sudecki Oddział Straży Granicznej.
Spektrum współpracy z samorządami i instytucjami wyższej użyteczności publicznej jest bardzo szerokie. Ustawa o pożytku publicznym i wolontariacie, funkcjonująca od 2003 roku, stworzyła mechanizmy i wzorce współpracy samorządów z organizacjami pozarządowymi. Nie zawsze są to wzorce skuteczne i ułatwiające pracę. Jednak Chorągiew Dolnośląska ZHP jako jedna z największych dolnośląskich organizacji pozarządowych radzi sobie, pozyskując środki na przedsięwzięcia z różnych źródeł. Być może jakimś sposobem na rozwiązanie tego problemu będzie Ustawa o harcerstwie. Obowiązek stworzenia projektu takiej ustawy złożył XXXIII Zjazd ZHP na barki Głównej Kwatery ZHP.

###### Współpraca z innymi organizacjami pozarządowymi
5 grudnia 2000 roku z inicjatywy Chorągwi Dolnośląskiej ZHP, z okazji Międzynarodowego Dnia Wolontariusza, odbyło się I Wrocławskie Forum Organizacji Pozarządowych. Było to pierwsze i ostatnie wspólne spotkanie organizacji z III sektora działających we Wrocławiu. Mimo tej porażki chorągiew prowadzi szeroką współpracę z licznymi organizacjami pozarządowymi – m.in. Wrocławskim Sejmikiem Osób Niepełnosprawnych, PTTK, Katolickim Stowarzyszeniem Młodzieży, Caritas Archidiecezji Wrocławskiej, Stowarzyszeniem Szarych Szeregów. Współpraca ta przejawia się w różny sposób. W 2005 roku dzięki współpracy z PTTK wrocławscy przewodnicy bezpłatnie oprowadzali uczestników Złazu Seniorów po zakątkach Wrocławia, a przekazanie Betlejemskiego Światła Pokoju zorganizowano wspólnie z Katolickim Stowarzyszeniem Młodzieży. Trzech przedstawicieli chorągwi – Arkadiusz Gazda, Anna Gazda i Tomasz Antosiak bierze udział w pracach Dolnośląskiej Rady Młodzieży, której celem jest reprezentowanie interesów dolnośląskiej młodzieży. Barbara Matuszewska uczestniczy także w pracach Wrocławskiej Rady Pożytku Publicznego przy prezydencie Wrocławia, w której skład wchodzi 5 przedstawicieli prezydenta i 5 przedstawicieli III sektora. Jej celem jest polepszenie współpracy Wrocławia z organizacjami pozarządowymi.

###### Współpraca z Dolnośląską Radą Przyjaciół Harcerstwa orazŚląskim Okręgiem Wojskowym
W 1995 z inicjatywy Komendy Chorągwi Dolnośląskiej ZHP powołano Dolnośląską Radę Przyjaciół Harcerstwa. W skład DRPH wchodzą radni, burmistrzowie, starostwie, radni dolnośląskich gmin i powiatów, prezydent Wrocławia, przedstawiciele środowisk akademicki, biznesu, komendanci Sudeckiego i Łużyckiego Oddziału Straży Granicznej, przedstawiciele Śląskiego Okręgu Wojskowego, a także przewodniczący Powiatowych i Gminnych Rad Przyjaciół Harcerstwa działających na Dolnym Śląsku. Zadaniem Ruchu Przyjaciół Harcerstwa jest wspieranie i lobbing na rzecz ZHP – także jeżeli chodzi o wsparcie finansowe. Ważnym elementem wsparcie DRPH jest kreowanie wizerunku dolnośląskiego harcerstwa, jako wiarygodnego i stale rozwijającego się partnera działającego na rzecz dzieci i młodzieży. Właśnie na wniosek Dolnośląskiej Rady Przyjaciół Harcerstwa chorągiew otrzymała w 2001 r. „Dolnośląski Klucz Sukcesu”. Członkowie Rady wizytują harcerskie obozy i uczestniczą w przedsięwzięciach programowych chorągwi. Ważnym punktem współpracy DRPH z Chorągwią Dolnośląską ZHP jest przygotowanie pięciu Forów Rad Przyjaciół Harcerstwa dla Samorządu Terytorialnego.
Przewodniczącym DRPH jest od początku jej powstania dowódca Śląskiego Okręgu Wojskowego. Od 26 maja 2001 funkcję tę pełnił gen. bryg. Jerzy Baranowski, a jego poprzednikiem był gen. bryg. Adam Rębacz. To nie jedyna forma wspierania harcerstwa przez ŚOW. Od kilku lat władze okręgu nieodpłatnie przekazują chorągwi autobus, by dolnośląscy instruktorzy mogli odpalić Betlejemskie Światło Pokoju tuż po jego przekroczeniu przez granicę słowacko-polską, na Łysej Polanie w okolicach Zakopanego. Wrocławskie hufce mogą także liczyć na nieodpłatny lub po kosztach transport uczestników zuchów i harcerzy na ich letni wypoczynek. Nie ma także żadnej ważniej imprezy chorągwi, na której nie zagra orkiestra reprezentacyjna ŚOW. Chorągiew i dolnośląskie środowiska ZHP otrzymują także bezpłatnie niepotrzebny wojsku sprzęt – m.in. manierki, czy menażki. Zabezpieczenie logistyczne każdego z Forów Rad Przyjaciół Harcerstwa należy do oficerów ŚOW. Z resztą wojskowi zapraszają harcerzy do uczestnictwa w wojskowych uroczystościach, także tych na skalę ogólnopolską. Stąd obecność harcerzy podczas uroczystości związanych z 60. rocznicą zakończenia II wojny światowej we Wrocławiu, w których uczestniczył m.in. prezydent RP Aleksander Kwaśniewski.

### Chorągiew Dolnośląska po 2005 roku
Chorągiew tworzy 28 hufców (2018). Stan organizacyjny na dzień 1 stycznia 2009 roku wynosił 7494 osób.
Obecnie (2018) funkcję Komendanta Chorągwi Dolnośląskiej ZHP pełni hm. Dorota Kołakowska.

## Hufce Chorągwi Dolnośląskiej ZHP[1][2]
| Nazwa Hufca                            | Adres                                        | Teren działania                                                        | Komendant                       |
| -------------------------------------- | -------------------------------------------- | ---------------------------------------------------------------------- | ------------------------------- |
| Hufiec ZHP Bolesławiec                 | ul. Komuny Paryskiej 24, 59-700 Bolesławiec  | Powiat Bolesławiecki                                                   | hm. Barbara Chrościak           |
| Hufiec ZHP Bystrzyca Kłodzka           | ul. Okrzei 20, 57-500 Bystrzyca Kłodzka      | Wcielony w Hufiec Ziemi Kłodzkiej                                      |                                 |
| Hufiec ZHP Ziemi Dzierżoniowskiej      | ul. Sienkiewicza 13, 58-200 Dzierżoniów      |                                                                        | phm. Tomasz Tkacz               |
| Hufiec ZHP Głogów                      | ul. Gwiaździsta 2, 67-200 Głogów             | powiat Głogowski, powiat Górowski                                      | hm. Krzysztof Stachów           |
| Hufiec ZHP Jawor                       | ul. Gagarina 9a, 59-400 Jawor                | Powiat Jaworski                                                        | phm. Mateusz Głąbicki           |
| Hufiec ZHP Kamienna Góra               | ul.Kościuszki 4, 58-400 Kamienna Góra        |                                                                        | hm. Agnieszka Czajkowska-Wróbel |
| Karkonoski Hufiec ZHP w Jeleniej Górze | ul. Wiejska 41b 58-506 Jelenia Góra          | Powiat Jeleniogórski                                                   | hm. Robert Zapora               |
| Hufiec ZHP Ziemi Kłodzkiej             | ul. Wojska Polskiego 18, 57-300 Kłodzko      | Kłodzko oraz gminy: Kłodzko, Kudowa – Zdrój, Szczytna, Stronie Śląskie | hm. Tomasz Zagórski             |
| Hufiec ZHP Legnica                     | ul. Zielona 13 of., 59-220 Legnica           |                                                                        | hm. Sławomir Waś                |
| Hufiec ZHP Lubań                       | ul. Dolna 8, 59-800 Lubań                    | Powiat Lubański                                                        | phm. Bartosz Piskorz            |
| Hufiec ZHP Lubin                       | ul. 1-go Maja 17a/5, 59-300 Lubin            | powiat lubiński oraz gmina Chocianów                                   | hm. Karolina Cych               |
| Hufiec ZHP Łagiewniki                  | ul. Lipowa 5, 58-210 Łagiewniki              | powiat strzeliński oraz gminy: Łagiewniki, Jordanów Śląski, Sobótka    | hm. Ryszard Gacek               |
| Hufiec ZHP Oleśnica                    | ul. Lwowska 3, 56-400 Oleśnica               | gminy: Oleśnica, Dobroszyce, Długołęka                                 | phm. Katarzyna Suchińska        |
| Hufiec ZHP Oława                       | ul. Kamienna 4, 55-200 Oława                 | Powiat Oławski z wyłączenim Gminy Jelcz -Laskowice                     | hm. Michał Strzelczyk           |
| Hufiec ZHP Syców                       |                                              | Wcielony w Hufiec Oleśnica                                             | hm. Pola Krężel                 |
| Hufiec ZHP Środa Śląska                | ul. Wawrzyńca Korwina 2, 55-300 Środa Śląska | Powiat Średzki                                                         | phm. Dominik Zięcina            |
| Hufiec ZHP Świdnica                    | ul. Lelewela 18, 58-100 Świdnica             | Powiat Świdnicki                                                       | hm. Violetta Sobczak            |
| Hufiec ZHP Ziemi Wałbrzyskiej          | ul. Przemysłowa 16, 58-300 Wałbrzych         |                                                                        | hm. Katarzyna Gawron            |
| Hufiec ZHP Wrocław                     | pl. św. Macieja 5a, 50-244 Wrocław           | Większa część Wrocławia, gmina Jelcz Laskowice                         | hm. Kamil Domański              |
| Hufiec ZHP Wrocław Wschód              | ul. Kożuchowska 13, 51-631 Wrocław           | Część osiedli Wrocławia, gmina Czernica                                | phm. Grzegorz Krzemiński        |
| Hufiec ZHP Wrocław Południe            | Wrocław                                      |                                                                        | hm. Izabela Żurowska            |
| Hufiec ZHP Wrocław Północ              | Wrocław                                      |                                                                        | phm. Julia Jeleń - Kryjom       |
| Hufiec ZHP Powiatu Trzebnickiego       | ul. Wrocławska 12, 55-140 Żmigród            | Powiat Trzebnicki, Wołowski                                            | phm. Joanna Noga                |
| Hufiec ZHP Zgorzelec                   | ul. Kościuszki 1, 59-900 Zgorzelec           | Powiat Zgorzelecki                                                     | hm. Jarosław Reut               |

## Komendanci Chorągwi Dolnośląskiej
- hm. Dariusz Ostrowski – od 28 marca 1992 r.
- hm. Aldona Wiktorska-Święcka – od 15 stycznia 2000 r.
- hm. Barbara Matuszewska – od 28 lutego 2004 r.
- hm. Marian Łata – od 27 listopada 2010 r.
- hm. Zbigniew Skupiński – od 1 lutego 2014 r.
- hm. Dorota Kołakowska – od 4 marca 2017 r.
- hm. Arkadiusz Rudolf - od 5 listopada 2022 r.

## Rada Chorągwi Dolnośląskiej
- hm. Paulina Lew – Przewodnicząca Rady
- hm. Przemysław Kucharek
- hm. Anna Kamzol-Suś
- hm. Joanna Sawicka
- phm. Aleksandra Skrobek
- phm. Natalia Krajewska

## Komenda Chorągwi Dolnośląskiej
- hm. Arkadiusz Rudolf - Komendant Chorągwi Dolnośląskiej
- hm. Krzysztof Stachów - z-ca komendanta ds. wsparcia hufców i relacji zewnętrznych
- hm. Ryszard Gacek - z-ca komendanta ds. majątku
- hm. Patrycja Soluch - skarbnik
- hm. Zbigniew Nowak - członek komendy ds. pracy z kadrą
- phm. Julia Jeleń-Kryjom - członkini komendy ds. programu
- phm. Joanna Żurowska - członkini komendy ds. organizacyjnych

## Komisja Rewizyjna Chorągwi Dolnośląskiej
- hm. Łukasz Binkowski – Przewodniczący
- hm. Małgorzata Ziółkowska – Wiceprzewodnicząca
- hm. Zbigniew Warzyński – Wiceprzewodniczący
- phm. Borys Bartczak
- hm. Adam Gacek
- hm. Monika Olszewska
- pwd. Anna Rzeszucińska

## Sąd Harcerski Chorągwi Dolnośląskiej
- hm. Jarosław Ziółkowski - Przewodniczący Sądu
- hm. Teresa Maziarz – Machay – Wiceprzewodnicząca
- hm. Stanisław Kalinowski - Wiceprzewodniczący
- hm. Marian Puszka
- hm. Marek Stochmiałek
- hm. Łukasz Nowicki
- hm. Grażyna Bróż
- hm. Krzysztof Wojtas
- hm. Andrea Kowerko